# Volč'ja krov'
Volč'ja krov' (Волчья кровь) è un film del 1995 diretto da Nikolaj Stambula.

## Trama
Il film si svolge durante la divisione del paese. I banditi rapinano e uccidono gli abitanti dei villaggi, aumentando la paura ovunque. Il distaccamento di Rodion Dobrych sta cercando di reagire.